# Gunnar Åkerlund
Ernst Gunnar Åkerlund, född 20 november 1923 i Nyköpings östra församling, död 4 oktober 2006 i Nyköpings Alla Helgona församling, var en svensk kanotist. Han blev olympisk guldmedaljör i London 1948 och olympisk silvermedaljör i Helsingfors 1952.
Åkerlund är Stor grabb nummer 25 på Svenska Kanotförbundets lista över mottagare för utmärkelsen Stor kanotist.